# أديرونمو أديجوموكي
أديرونمو أديجوموكي (بالإنجليزية: Adejumoke Aderounmu)، هي مُمثلة نيجيرية من مواليد مدينة أبيوكوتا في نيجيريا.